# Валлония (рейхсгау)
Рейхсгау Валлония (нем. Reichsgau Wallonien; фр. Gau du Reich Wallonie) — недолго просуществовавшее рейхсгау нацистской Германии, основанное в 1944 году на территории Бельгии. Оно находилось в административных границах современной Валлонии за исключением муниципалитета Комин-Варнетон, но включало в свой состав коммуну Вурен. Эйпен-Мальмеди и Мореснет также не вошли в состав рейхсгау Валлония, поскольку были аннексированы и стали частью Германии ещё в 1940 году после победы Третьего рейха во Французской кампании.
На момент образования Вермахт уже утратил контроль над большей частью рейхсгау. Позже, на непродолжительный период, он был частично возвращён за счёт Арденнской операции. Де-факто рейхсгау прекратил существование в конце января 1945, когда силы Вермахта утратили контроль над всей его территорией. Однако де-юре его ликвидация случилась 8 мая 1945, с капитуляцией Германии.